# Liste der Biografien/Pals
Liste der Biografien |
Portal Biografien |
Personensuche
# |
A |
B |
C |
D |
E |
F |
G |
H |
I |
J |
K |
L |
M |
N |
O |
P |
Q |
R |
S |
T |
U |
V |
W |
X |
Y |
Z |
?
 
Pa |
Pc |
Pe |
Pf |
Ph |
Pi |
Pj |
Pk |
Pl |
Pm |
Pn |
Po |
Pr |
Ps |
Pt |
Pu |
Pv |
Pw |
Py
 
Paa |
Pab |
Pac |
Pad |
Pae |
Paf |
Pag |
Pah |
Pai |
Paj |
Pak |
Pal |
Pam |
Pan |
Pao |
Pap |
Paq |
Par |
Pas |
Pat |
Pau |
Pav |
Paw |
Pax |
Pay |
Paz
 
Pala |
Palb |
Palc |
Pald |
Pale |
Palf |
Palg |
Palh |
Pali |
Palj |
Palk |
Pall |
Palm |
Paln |
Palo |
Palp |
Pals |
Palt |
Palu |
Palv |
Paly |
Palz
Die Liste der Biografien führt alle Personen auf, die in der deutschsprachigen Wikipedia einen Artikel haben. Dieses ist eine Teilliste mit 14 Einträgen von Personen, deren Namen mit den Buchstaben „Pals“ beginnt.

## Pals
- Pals, Leopold van der (1884–1966), Komponist

### Palsa
- Palsa, Kalervo (1947–1987), finnischer Maler des Expressionismus

### Palsc
- Palschau, Johann Gottfried Wilhelm (1741–1815), deutscher Pianist und Komponist

### Palsd
- Pálsdóttir, Eivør (* 1983), färöische Sängerin und KomponistinEivør Pálsdóttir (* 1983)

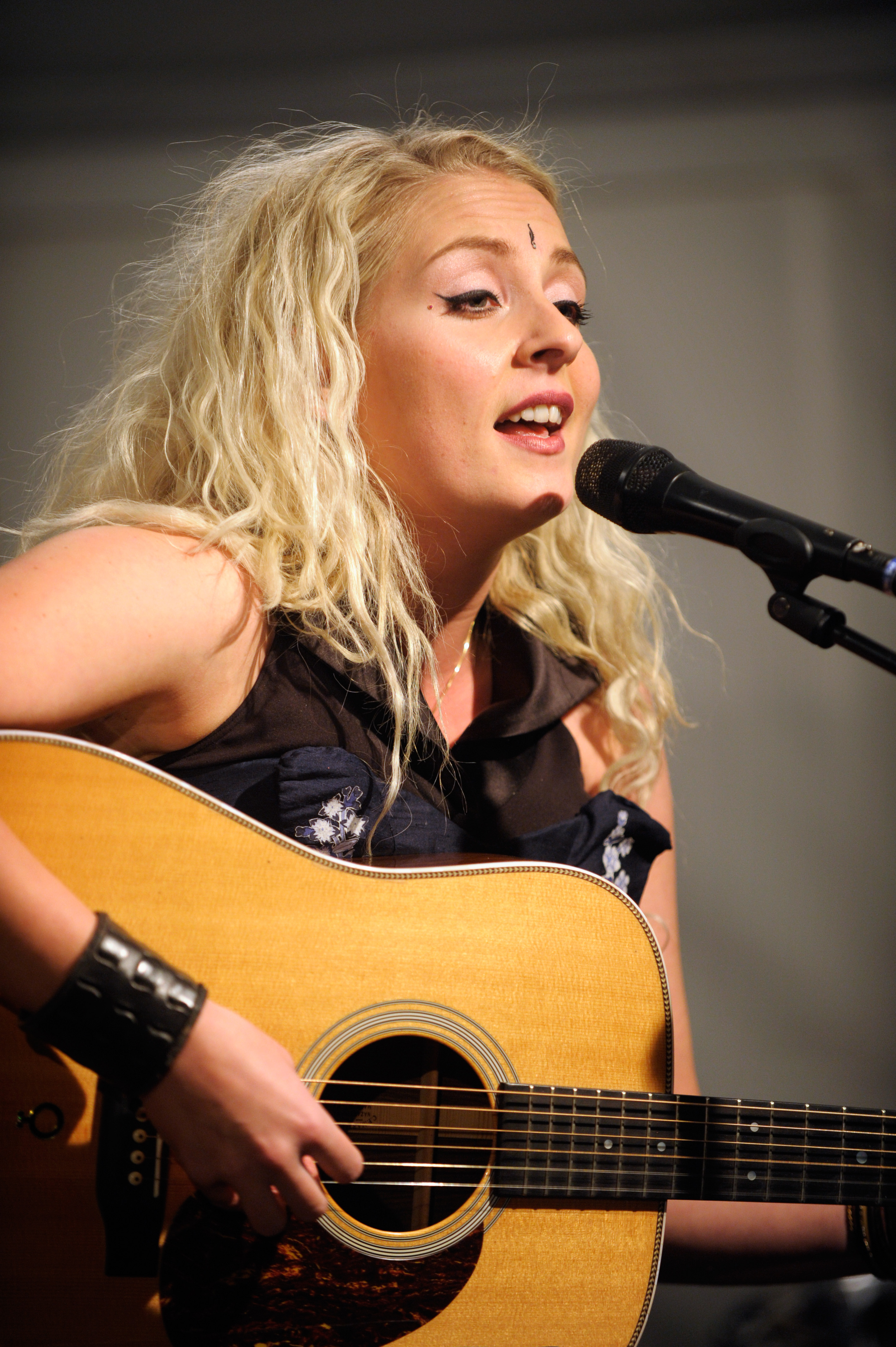
Eivør Pálsdóttir (* 1983)

### Palsg
- Palsgrave, John († 1554), englischer Gelehrter

### Palsi
- Pälsi, Sakari (1882–1965), finnischer Schriftsteller, Ethnologe und Archäologe

### Palsk
- Palskys, Eugenijus (1940–2001), litauischer Kriminalist

### Palss
- Pålsson, Adam (* 1988), schwedischer Film- und Theaterschauspieler, sowie Musiker
- Pålsson, Anders (1917–1999), schwedischer Fußballspieler
- Pålsson, Anne-Marie (* 1951), schwedische Wirtschaftswissenschaftlerin und Politikerin
- Pálsson, Anton Gylfi, isländischer Handballschiedsrichter
- Palsson, Brooke (* 1993), kanadische Schauspielerin und Sängerin
- Pålsson, Sten (* 1945), schwedischer Fußballspieler

### Palsy
- Palšytė, Airinė (* 1992), litauische Hochspringerin